# Tufão Meranti
O tufão Meranti, conhecido nas Filipinas como supertufão Ferdie, foi um dos ciclones tropicais mais intensos já registrados. Impactando Batanes nas Filipinas, Taiwan, bem como a província de Fuquiém em setembro de 2016, Meranti se formou como uma depressão tropical em 8 de setembro perto da ilha de Guam. Seguindo para o oeste-noroeste, Meranti intensificou-se gradualmente até 11 de setembro, quando começou um período de rápida intensificação. Continuando a se intensificar rapidamente, tornou-se um super tufão no início de 12 de setembro, ao passar pelo Estreito de Lução, atingindo seu pico de intensidade em 13 de setembro com ventos sustentados de 1 minuto de 315 km/h. Pouco depois, passou diretamente sobre a ilha de Itbayat. Meranti passou para o sul de Taiwan como um supertufão e começou a enfraquecer constantemente como resultado da interação terrestre. Em 15 de setembro, atingiu a província de Fujian como um tufão equivalente à Categoria 2, tornando-se o tufão mais forte já registrado a impactar a província. Ao mover-se para o interior, seguiu-se um rápido enfraquecimento e Meranti tornou-se extratropical no dia seguinte, dissipando-se logo depois de passar para o sul da Península da Coreia.
A ilha de Itbayat sofreu um impacto direto do supertufão perto de seu pico de intensidade, cortando as comunicações da ilha por vários dias. No entanto, nenhuma morte foi relatada na ilha. O tufão causou $ 244,99 milhões (US$ 5,16 milhões) em danos na ilha. No entanto, os impactos mais caros e diretos foram sentidos no leste da China, onde 45 pessoas morreram devido às enchentes. O custo econômico total na China atingiu ¥ 31,78 bilhões (US$ 4,76 bilhões). No total, Meranti causou US$ 4,79 bilhões em danos e matou 47 pessoas.
Durante a sua existência, Meranti quebrou ou empatou vários recordes meteorológicos. Com ventos sustentados de 1 minuto estimados pelo JTWC de 315 km/h, Meranti está empatado com Haiyan em 2013, Goni em 2020 e Surigae em 2021 como o tufão mais forte já registrado pela velocidade do vento. Além disso, em termos de ventos sustentados de 1 minuto, a chegada da tempestade na ilha de Itbayat logo após o pico de intensidade a chegada a terra empata com Haiyan como o segundo ciclone tropical mais forte já registrado, atrás apenas de Goni. A pressão estimada de 890 mbar (26 inHg) também foi o menor registrado no Pacífico Ocidental desde Megi em 2010.

## História meteorológica
Em 8 setembro, o Joint Typhoon Warning Center (JTWC)  emitiu um alerta de formação de ciclone tropical para uma área de convecção de cerca de 155 km a oeste de Guam, no oeste do Oceano Pacífico. Segundo a agência, a circulação estava se consolidando rapidamente ao lado de bandas de chuva fragmentadas. Às 18:00 UTC naquela noite, a Agência Meteorológica do Japão (JMA)  classificou o sistema como uma depressão tropical. No dia seguinte, o JTWC classificou-a como Depressão Tropical 16W. Naquela época, o sistema nascente estava se movendo lentamente para oeste-noroeste através de uma região de baixo cisalhamento do vento, guiado por cordilheiras ao norte e sudoeste. A convecção crescente, mas fragmentada, ou tempestades, foi alimentada por temperaturas de água excepcionalmente quentes e fluxo de saída do sul. Às 06:00 UTC em 10 de setembro, a JMA atualizou a depressão para a Tempestade Tropical Meranti, que serpenteava sobre sua própria trilha enquanto se consolidava.
O cisalhamento do vento do norte deslocou a convecção mais profunda para o sul da circulação de Meranti, embora bandas de chuva e um nublado denso central continuassem a evoluir à medida que o cisalhamento do vento diminuía. No início de 11 de setembro, o movimento da tempestade era constante para o oeste-noroeste, ao sul do cume. Às 06:00 UTC naquele dia, o JMA atualizou Meranti para o status de tufão, e logo depois o JTWC fez o mesmo. A estrutura da tempestade continuou a melhorar, com maior escoamento. Um olho pequeno de 9 km desenvolveu-se dentro das tempestades em espiral, sinalizando que Meranti estava se intensificando rapidamente. Às 06:00 UTC em 12 de setembro, a JTWC atualizou Meranti para um supertufão, com ventos máximos sustentados de 1 minuto de 240 km/h. Seis horas depois, o JTWC estimou ventos sustentados de 1 minuto de 285 km/h, equivalente à Categoria 5 na escala Saffir-Simpson, observando "um ambiente extremamente favorável", e que o olho se tornou ainda mais simétrico em convecção intensa. O escoamento intensificado por um forte anticiclone sobre Meranti alimentou a intensificação, e o tufão atingiu o pico de intensidade em 13 de setembro ao passar pelo Estreito de Lução.

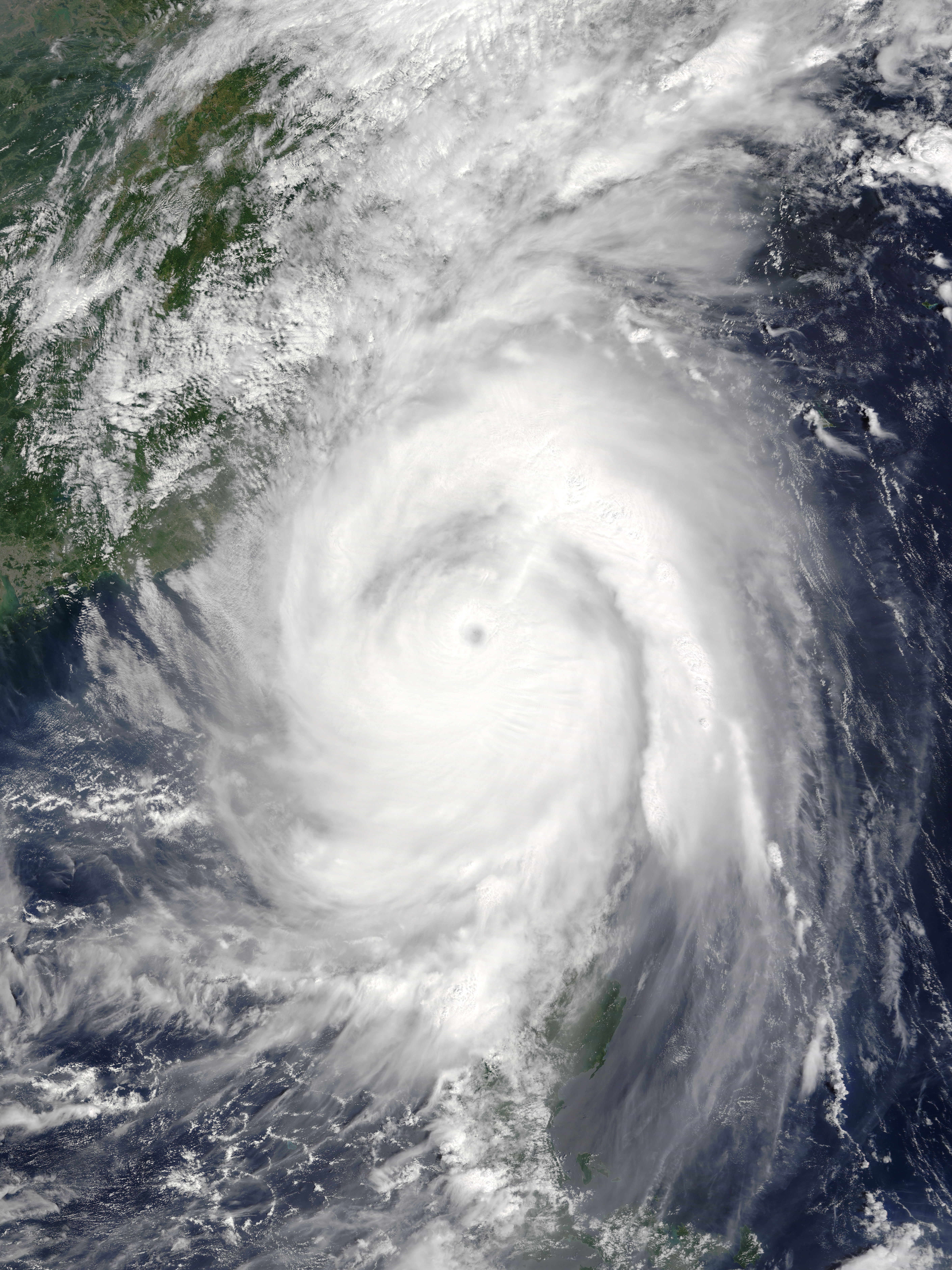
Tufão Meranti passando ao sul de Taiwan em 14 de setembro

O JMA estimou ventos sustentados máximos de 10 minutos de 220 km/h e uma pressão barométrica mínima de 890 hPa (mbar; 26,28 inHg), enquanto o JTWC estimou o pico de ventos sustentados de 1 minuto de 315 km/h. Com base na estimativa de pressão JMA, Meranti estava entre os ciclones tropicais mais intensos. A estimativa de vento do JTWC fez do Meranti o ciclone tropical mais forte em velocidade do vento em todo o mundo em 2016, superando o Ciclone Winston, que teve ventos máximos sustentados de 285 km/h quando atingiu Fiji em fevereiro. No final de 13 de setembro, a tempestade atingiu a costa na ilha de 83 km2 de Itbayat na província filipina de Batanes logo após atingir seu pico de intensidade, com ventos sustentados de 1 minuto de 305 km/h. Uma estação meteorológica na ilha mediu ventos sustentados por 10 minutos de 180 km/h e uma pressão simultânea de 933.6 mbar (27.57 inHg) por volta das 17:00 UTC antes de ser destruído. Ao sul de Itbayat em Basco, os ventos sustentados atingiram o pico de 144 km/h, rajadas atingiram 252 km/h, e uma pressão mínima de 935.4 mbar (27.62 inHg) foi observada na parede do olho.
Por volta das 03:15 CST em 15 de setembro (19:15 UTC em 14 de setembro), Meranti atingiu o distrito de Xiang'an, Xiamen, Fuquiém, com ventos sustentados de 2 minutos medidos de 173 km/h, tornando-se o segundo tufão mais forte a atingir a província de Fuquiém.

## Impacto

### Filipinas

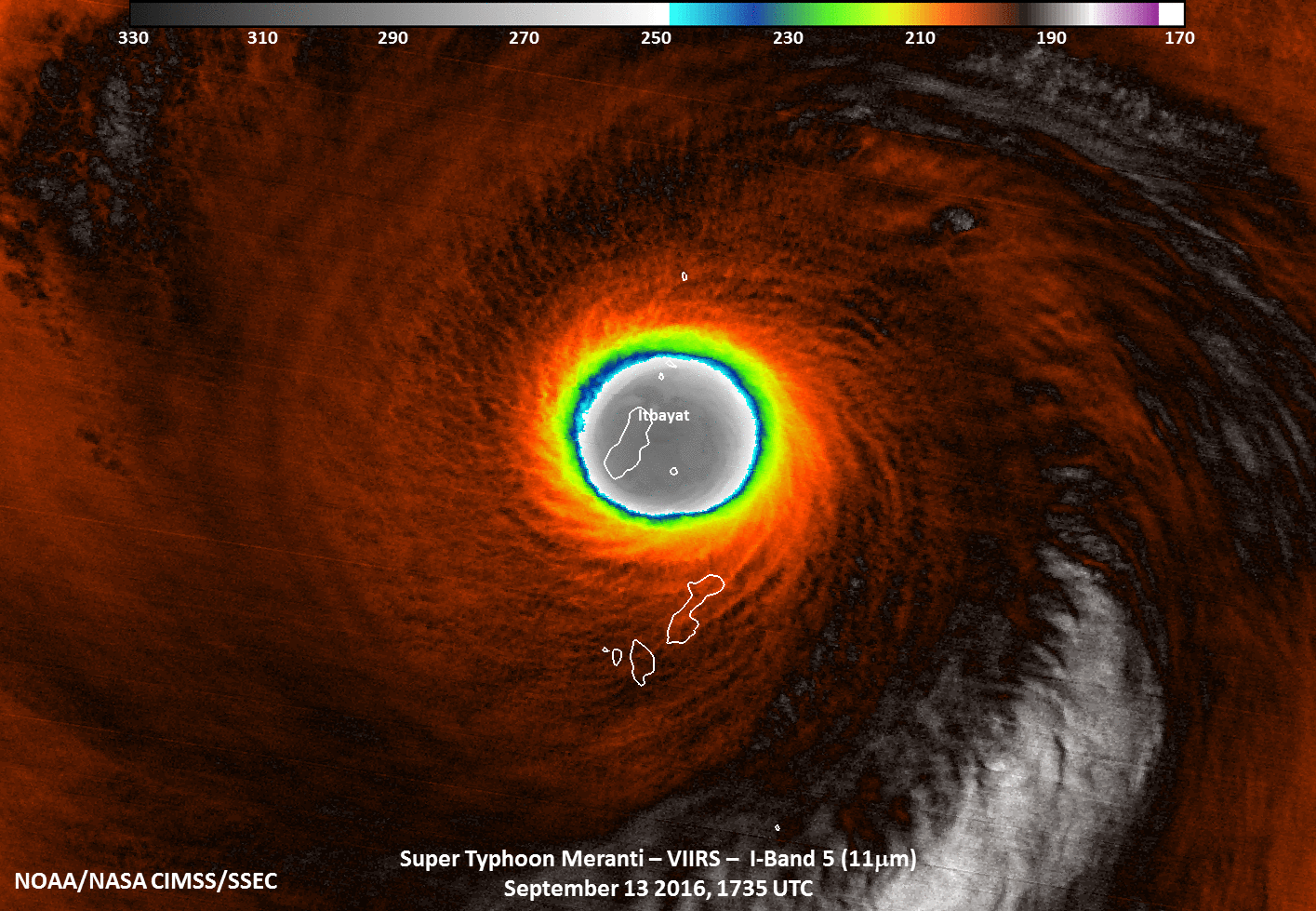
O olho de Meranti passou diretamente sobre Itbayat às 17:35 UTC em 13 de setembro

Meranti atingiu a província filipina de Batanes, no extremo norte, com força máxima, passando diretamente sobre a ilha de Itbayat; a ilha ficou isolada depois que as comunicações foram perdidas durante a tempestade em 14 de setembro. A partir de mensagens de texto recebidas por familiares, moradores de Itbayat relataram que suas casas de pedra balançavam durante o auge do tufão. Avaliações a partir de 17 de setembro indicaram que 292 casas foram destruídas e 932 foram danificadas em Batanes. Mais de 10.000 as pessoas foram afetadas pela tempestade, com muitas precisando urgentemente de água. Estado de calamidade foi declarado para a província em 15 de setembro. O dano total excedeu um total aproximado de ₱ 244,99 milhões (US$ 5,16 milhões) em 24 de setembro.
Os esforços de socorro do governo chegaram a Itbayat em 18 de setembro, sem registrar vítimas na ilha.

### Taiwan

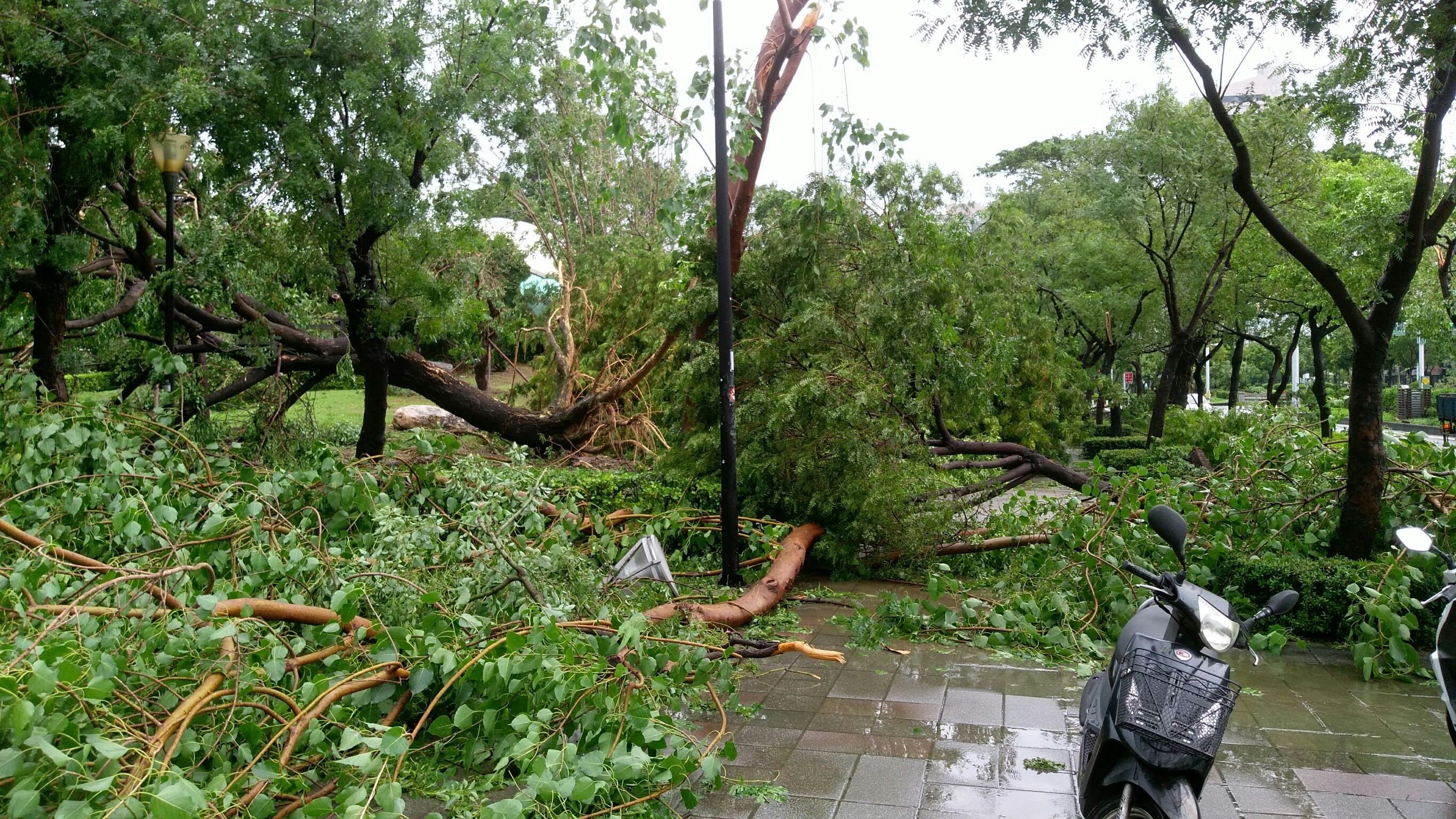
Árvores danificadas no Parque do Dia do Nascimento, Kaohsiung

Pelo menos duas pessoas morreram em Taiwan. Quase 1 milhões de residências ficaram sem energia e 720.000 perderam o abastecimento de água. Danos agrícolas ultrapassaram NT$ 850 milhões (US$ 26,8 milhões). Um pequeno farol no condado de Taitung desabou e o mar agitado soltou 10 navios no porto de Kaohsiung.

### China continental

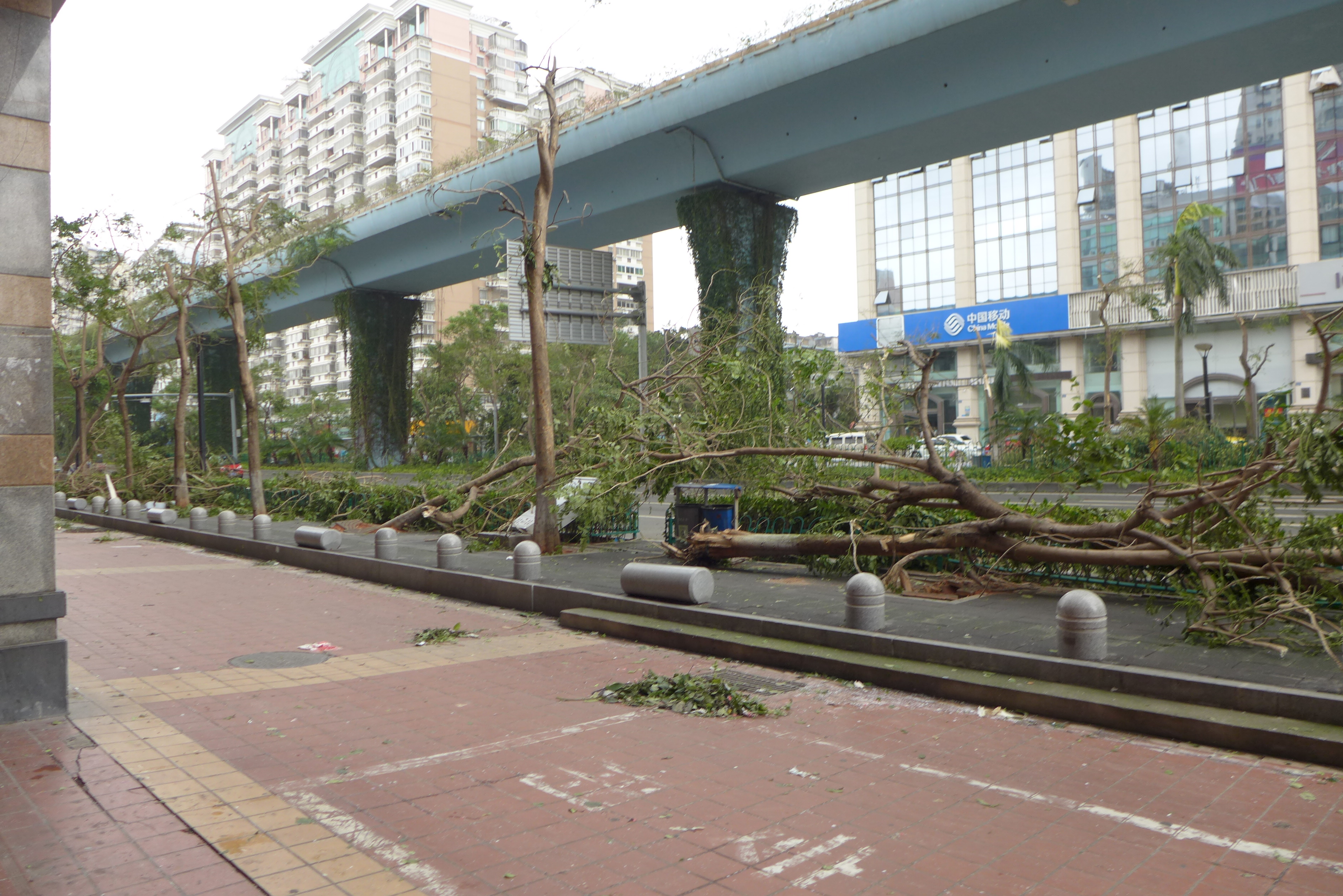
Árvores e outdoors foram destruídos após o tufão Meranti, Xiamen

O Tufão Meranti causou grandes danos nas províncias de Fuquiém e Chequião. Em Fuquiém, a tempestade matou 18 pessoas e deixou outras 11 desaparecidas. Ventos com força de tufão e inundações repentinas causaram danos tremendos, deixando ¥ 31,78 bilhões (US$ 4,76 bilhões) em perdas econômicas e matou 45 pessoas em todo o leste da China. Em Fuquiém, as cidades de Xiamen, Chincheu e Zhangzhou ficaram paralisadas no rastro de Meranti, enquanto inundações repentinas no condado de Yongchun destruíram uma ponte de 871 anos que foi classificada como patrimônio protegido. As inundações em Zhejiang ceifaram pelo menos dez vidas e deixaram outras quatro desaparecidas. Pelo menos 902 casas desabaram e 1,5 milhões de pessoas na província foram afetadas.

## Retirada do nome
Durante a 49ª sessão anual do ESCAP/WMO Typhoon Committee durante fevereiro de 2017, o nome Meranti foi retirado das listas rotativas de nomes. Em março de 2018, o Comitê de Tufões escolheu Nyatoh como seu nome substituto.